# Emanuel Schwab
Emanuel Schwab (23. června 1874, Kunštát – 22. listopadu 1945, Jihlava) byl archivář a historik Jihlavy.

## Život
Otec Emanuela Schwaba byl právník, který přesídlil do Jihlavy. Schwab absolvoval jihlavské gymnázium a odešel studovat do Vídně práva (1893–1897). Ve studiích pokračoval na Institut für Österreichische Geschichtsforschung (1897–1899) a později pracoval ve vídeňském dvorním a státním archivu. Roku 1921 byl jmenován ministerským radou a o rok později penzionován.
Následujícího roku se vrátil do Jihlavy a začal se detailně zabývat historií a kulturou města. Připravil rozsáhlý materiál k průvodci po památkách Jihlavy, publikoval časopisecké články a vedl korespondenci s institucemi i dalšími historiky.
Významným přispěvatelem jeho historických studií byl brněnský historik umění Maxmilian Steif.
Schwab shrnul své moderně pojaté dějiny umění Jihlavy roku 1937.

## Dílo
- Schwab E, Alt Iglau, 1924, německy, Selbstverlag / Veroeffentlichungen der Arbeitsgemeinschaft für Heimatkunde der Iglauer Sprachinsel, Der Heimatbrunnen Flugschriftenreihe, Nr. 2, Folge 8, Iglau, 30 stran
- Schwab E, Die Iglauer Chroniken. Ein vorläufiger Bericht, Igel Land I, 1926–1930, s. 37–54
- Schwab E, Iglau, 1937, německy, Rudolf M. Rohrer / Art und Kunst, Heft 1, Brünn, Prag, Leipzig, Wien
- Schwab E, Die Rechtsschule, Iglau 3, Auflage, Reichenberg 1941, s. 46–48
- Schwab E, Rundgang durch Iglau (für die amtliche Zwecke des Denkmalamtes), strojopis, Iglau 1943
- Schwab E, Die Iglauer Kunstlandschaft, Igel Land 5, 1944, s. 25–36
- Schwab E, Die Erörterungen zur Kontinuitätsfraga. I. Wie alt is Iglau, Deutsches Archiv für Landes- und Volksforschung 8, 1944 s. 252–286